# Lascelles Abercrombie
Lascelles Abercrombie (* 9. Januar 1881 in Ashton-upon-Mersey bei Sale; † 27. Oktober 1938 in London) war ein englischer Lyriker, Journalist und Literaturwissenschaftler.

## Leben
Lascelles Abercrombie war das achte von insgesamt neun Kindern des Aktienhändlers William Abercrombie und seiner Frau Sarah Ann Hero. Bereits während seiner Kindheit zeigte er sich musik- und literaturbegeistert. Er war Schüler des Malvern College, wo er unter anderem in Latein und Griechisch lernte. Er studierte zwei Jahre lang Wissenschaften am Ofens College in Manchester, wandte sich dann aber dem Journalismus als Brotberuf zu und begann nebenher Lyrik zu schreiben. Sein erstes Gedicht „Blind“ erschien 1907 und sein erster Gedichtband, Interludien and Poems erschien 1908.
1909 heiratete Abercrombie die Arzttochter Catherine Gwatkin. Aus der Ehe gingen drei Söhne und eine Tochter hervor. Abercrombie erwarb sich noch vor dem Ersten Weltkrieg den Ruf, einer der führenden Poeten seiner Generation zu sein. Zu seinen Bewunderern zählte unter anderem Robert Bridges, der ihn wegen seiner Fähigkeit pries, auch für schwierige Thematiken eine klare Sprache zu finden.
Obwohl er sich als Freiwilliger meldete, wurde er während des Ersten Weltkrieges wegen seines gesundheitlichen Zustands nicht einbezogen und arbeitete in Liverpool in einer Munitionsfabrik. Nach dem Friedensschluss war er zunächst arbeitslos. Die Universität Liverpool konnte jedoch genügend Mittel auftreiben, um ihn von 1919 bis 1922 als Lektor für Lyrik zu beschäftigen. Diese Aufgabe beeinflusste sein gesamtes weiteren Lebensweg. Er hielt unter anderem öffentliche Vorlesungen ab, in der er über die Kunst des Schreibens sprach. Seine Vorlesungen waren unter anderem auch deshalb so geschätzt, weil er Lyrik gut vortragen konnte. Kleinere Gruppen unterrichtete er in der Kunst der Literaturkritik und in der Geschichte der Literaturkritik. Sein Schaffen wurde zunehmend von literaturwissenschaftlichen Essays dominiert.
Abercrombie erwies sich als sehr umtriebiger Professor, er wurde entsprechend an andere Universitäten berufen. Er erhielt zunächst einen Ruf an den Lehrstuhl für englische Literatur an der  University of Leeds, wo er von 1922 bis 1929 lehrte. Er hatte danach eine Berufung auf den Carlyle-Lehrstuhl für englische Literatur an der University of London, wo er von 1929 bis 1935 tätig war und lehrte daran anschließend in Oxford und in Cambridge. 1937 wurde er zum Mitglied (Fellow) der British Academy gewählt.

## Literarisches Schaffen
Für seine Dramen waren zunächst die Frühwerke von John Masefield Vorbild. Als Lyriker gehörte er zu den Dymock Poets und wurde von Edward Marsh in die Sammlung der Georgian Poetry aufgenommen. Die Oxford University Press veröffentlichte 1930 bereits fast vollständig sein lyrisches Werk. Es fehlte lediglich The Sale of St. Thomas, das Abercrombie 1931 abschloss und das als sein reifstes Werk gilt. Unter seinen Essays zur englischen Sprache ragt insbesondere der über Thomas Hardy hervor.

## Werke
Lyrik
- Interludes and Poems (1908)[1]
- Emblems of Love (1912)
- Twelve Idyls and Other Poems (1928)
- Collected Poems (1930)
- Lyrics and Unfinished Poems (1940)
- The Sale of Saint Thomas (1931)[2]

Dramen
- Deborah (1913)
- The End of the World (1914)
- Four Short Plays (1922)
- Phoenix. Tragicomedy in three acts (1923)

Essays
- Thomas Hardy (1912)
- The Epic (1912)
- Speculative Dialogues (1913)
- An Essay towards a Theory of Art (1922)
- Principles of English Poetry (1924)[2]
- The Theory of Poetry (1924)
- The Idea of Great Poetry (1925)
- Romanticism (1926)
- A Plea for the Liberty of Interpreting (1930)
- Poetry – Its Music and Meaning (1932)

## Einzelbelege
1. 1 2 3 4  Elton: Abercrombie, Lascelle. In: John Sutherland (Hrsg.): Literary Lives – Intimate Biographies of the Famous by the Famous. S. 1.
2. 1 2 3 4 5  Elton: Abercrombie, Lascelle. In: John Sutherland (Hrsg.): Literary Lives – Intimate Biographies of the Famous by the Famous. S. 2.
3. ↑  Deceased Fellows. British Academy, abgerufen am 28. April 2020 (englisch).

| Personendaten    | Personendaten                                    |
| ---------------- | ------------------------------------------------ |
| NAME             | Abercrombie, Lascelles                           |
| KURZBESCHREIBUNG | englischer Schriftsteller                        |
| GEBURTSDATUM     | 9. Januar 1881                                   |
| GEBURTSORT       | Ashton-upon-Mersey bei Sale (Greater Manchester) |
| STERBEDATUM      | 27. Oktober 1938                                 |
| STERBEORT        | London                                           |